# حمود
حمود، روستایی است از توابع بخش مرکزی در شهرستان بوشهر استان بوشهر ایران.

## جمعیت
این روستا در دهستان انگالی قرار داشته و بر اساس سرشماری سال ۱۳۸۵ جمعیت آن ۸۴ نفر (۱۴ خانوار) بوده‌است.